# Гласс, Дэвид (канадский политик)
Дэ́вид Гласс (20 июля 1829 года — 17 июля 1906 года) — канадский адвокат и политический деятель, член Консервативной партии Канады. Член Палаты общин Канады от Онтарио (1872—1874), депутат (1886—1888) и спикер (1887—1888) Законодательного собрания Манитобы.

## Биография
Родился 20 июля 1829 года в небольшом городе Вестминстер, в то время входившем в состав колонии Верхняя Канада (ныне — часть города Лондон, Онтарио, Канада), в семье Сэмюэля Гласса (ок. 1800—1877) и его супруги Элизы Матильды Оурей (1811—1888). Отец Дэвида переехал в Верхнюю Канаду из Ирландии в 1819 году, мать также была ирландской эмигранткой. Кроме Дэвида в семье было ещё четверо детей — старший Уильям (1827—1893), младшие Сэмюэл (1837-?), Джеймс (ок. 1838-ок. 1900) и Арчибальд (1843—1892).
В 1864 году Гласс начал адвокатскую карьеру, вступив в коллегию адвокатов Лондона. Вскоре был избран членом Лондонского городского совета, в 1858 и 1865—1866 годах занимал пост мэра Лондона. В 1876 году получил звание королевского адвоката.
На федеральных выборах 1872 года избран членом Палаты общин Канады от избирательного округа Миддлсекс Восток, куда входил и Лондон. Следующие федеральные выборы 1874 году проиграл либералу Крауэллу Уилсону.
В 1882 году Гласс переехал в Виннипег, в том же году стал членом Коллеги адвокатов Манитобы. В 1886 году его избрали депутатом Законодательного собрания Манитобы от округа Сент-Клеменс, в 1877 году он стал спикером Законодательного собрания. В 1888 году оставил политику по состоянию здоровья.
Также Дэвид Гласс занимал посты солиситора города Виннипега и мастера местной масонской ложи, был членом Великой ложи Канады.
Последние годы жизни прожил в Россланде, Британская Колумбия и в Спокане, Вашингтон, США. Умер в 1906 году в Спокане, похоронен в Лондоне.

## Семья
В 1856 году Дэвид Гласс женился на Саре Диксон Далтон.

## Рекомендации
1. 1 2  David Glass // Library of Parliament — 1876.
2. 1 2  David Glass (1829-1906). Manitoba Historical Society. Дата обращения: 20 сентября 2009. Архивировано 4 ноября 2020 года.
3. ↑  The Canadian men and women of the time : a handbook of Canadian biography Архивная копия от 12 апреля 2020 на Wayback Machine, HJ Morgan (1898)